# هندوکش (بوئین میاندشت)
هندوکش، روستایی از توابع بخش کرچمبو شهرستان بوئین و میاندشت در استان اصفهان ایران است. مردم این روستا به زبان ترکی تکلم می‌کنند.

## جمعیت
این روستا در دهستان کرچمبو شمالی قرار دارد و براساس سرشماری مرکز آمار ایران در سال ۱۳۸۵، جمعیت آن ۱٬۰۷۶ نفر (۱۹۹خانوار) بوده‌است.